# Prosper Depredomme
Prosper Depredomme (Thouars, 26 maggio 1918 – Anderlecht, 8 novembre 1997) è stato un ciclista su strada belga, professionista dal 1940 al 1951 e nuovamente nel 1954.

## Carriera
Corridore adatto alle corse di un giorno, riuscì in carriera ad imporsi in 2 Liegi-Bastogne-Liegi e in varie corse minori. Nel 1949 arrivò terzo al campionato nazionale belga.

## Palmarès

### Strada
- 1938 (dilettanti)

1ª tappa Tour de Belgique indépendants
3ª tappa Tour de Belgique indépendants
Circuit des trois frontières
- 1942 (Dilecta, tre vittorie)

GP Westkredit - Omloop der Vlaamse Bergen
Omnium de la Route
Grand Prix Bruxelles
- 1943 (Dilecta, una vittoria)

Grote Prijs Stad Zottegem
- 1946 (Garin, una vittoria)

Liegi-Bastogne-Liegi
- 1947 (Garin, due vittorie)

Circuit de Campine
5ª tappa Tour de Luxembourg
- 1950 (Garin, una vittoria)

Liegi-Bastogne-Liegi

### Altri successi
- 1947 (Garin)

1ª tappa GP Prior (Cronometro a squadre)

## Piazzamenti

### Grandi Giri
- Giro d'Italia

1948: ritirato (18ª tappa)
1951: ritirato (3ª tappa)
- Tour de France

1947: ritirato (3ª tappa)

### Classiche monumento
- Milano-Sanremo

1948: 19º
1950: 9º
- Giro delle Fiandre

1941: 13º
1943: 14º
- Parigi-Roubaix

1951: 75º
- Liegi-Bastogne-Liegi

1943: 8º
1945: 15º
1946: vincitore
1949: 22º
1950: vincitore